# Bibliometri
Bibliometri er brug af tal og statistik i forbindelse med forskning inden for især Biblioteks- og informationsvidenskab, videnskabsstudier og forskningsevaluering.

## Synonymer og nær-synonymer
Bibliometri betegnes også informetri og scientometri. Nogle forskere lægger dog lidt forskellig betydning i disse tre termer. En forladt betegnelse er statistisk bibliografi.

## Bibliometriske love
De mest kendte bibliometriske love er Bradfords lov (om fordelingen emner i informationskilder), Lotkas lov (om fordelingen af forfatteres produktivitet) og Zipfs lov (om fordelingen af ord i tekster).

## Links
- Timeline of bibliometrics Arkiveret 7. maj 2008 hos  Wayback Machine
- Palmquist, R. A. (2000).Bibliometrics Arkiveret 12. marts 2008 hos  Wayback Machine.